# Rem Koolhaas

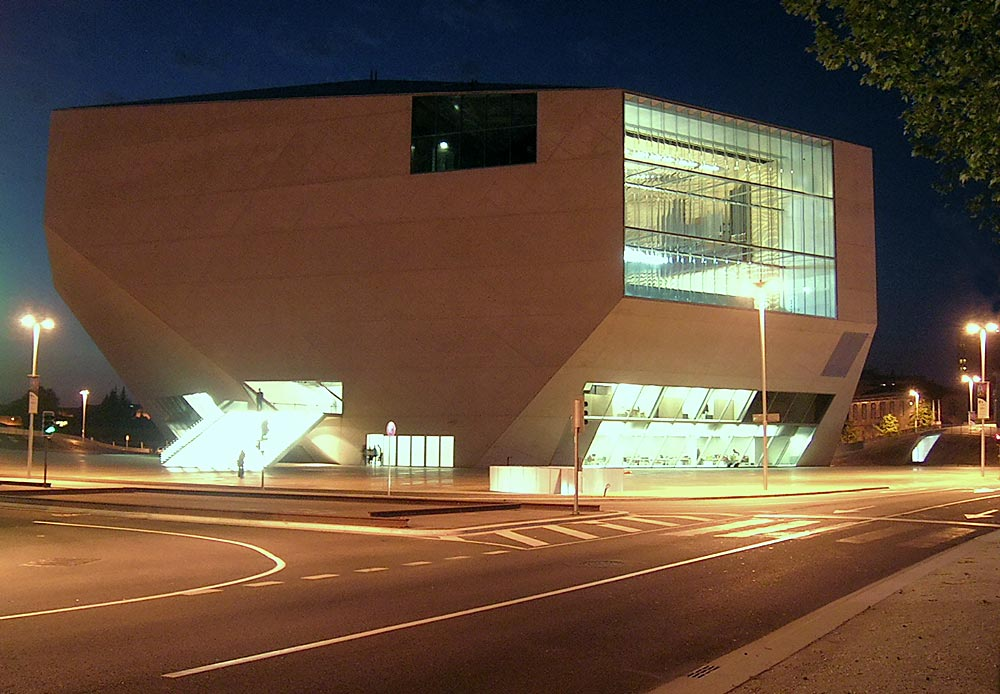
Casa da Música (Porto, Bồ Đào Nha)

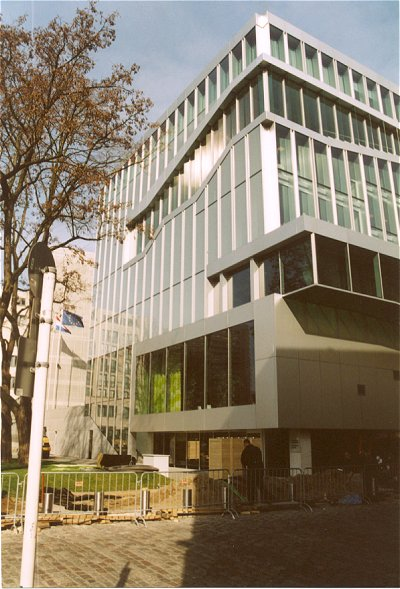
Sứ quán Hà Lan tại Berlin

Rem Koolhaas (sinh 17 tháng 11 năm 1944) sinh ra ở Rotterdam, Hà Lan, nguyên là một phóng viên và nhà biên kịch, đã từng theo học kiến trúc tại Trường Kiến trúc London. Ông là một thành viên chính của hãng thiết kế kiến trúc Office for Metropolitan Architecture, hay OMA, và bộ phận nghiên cứu AMO của hãng. Ông cũng là giáo sư hướng dẫn thực hành về kiến trúc và thiết kế đô thị tại Đại học Harvard.
Ông đã được nhận giải thưởng Pritzker năm 2000.